# Mahalia Jackson
Mahalia Jackson (Nova Orleans, 26 d'octubre de 1911 – Evergreen Park, Illinois, 27 de gener de 1972) fou una cantant de gòspel, pianista, saxofonista i trompetista. Amb una poderosa tessitura de contralt, se la coneixia com "La reina del gòspel". Als setze anys, es traslladà a Chicago amb els seus pares. L'any 1951 va fer un concert extraordinari per recollir diners destinats a una ONG per als nens d'Amèrica, a més també donà a conèixer el gòspel com un altre tipus de cant d'òpera o cant litúrgic. Esdevingué una de les cantants de gòspel més influents del món, reconeguda internacionalment com a cantant i música, i alhora com a activista pels drets civils. El cantant i actor, i també activista, Harry Belafonte la descrigué com "la dona negra amb un impacte més gran als Estats Units".

## Biografia
Nasqué el 26 d'octubre de 1911 a Nova Orleans; rebé el nom de Mahala Jackson i el sobrenom de "Halie". Als setze anys, es traslladà a Chicago amb els seus pares. Li influïren les cantants de blues Ma Rainey i Bessie Smith, si bé sobretot es mantingué sempre fidel a la música religiosa. Va començar a cantar gòspel en l'adolescència (als anys vint) a la Greater Salem Baptist Church de Chicago i actuant amb els Prince Johnson Gospel Singers. Començà a gravar als anys 30. A primers dels 40, inicià les seves gires amb Tommy Dorsey. Exercí una gran influència en Aretha Franklin.
Morí d'un atac de cor, com a complicació de la diabetis que patia, el 27 de gener de 1972.